# Eben (Kapuściński)
Eben (original polonès: Heban) és una obra literària de Ryszard Kapuściński, escrita en polonès i publicada el 1998. L'obra va ser traduïda a diversos idiomes com l'anglès (The Shadow of the sun, 2001).

## Característiques
L'obra consta de 29 relats, disposats en forma cronològica. Narra en primera persona les aventures de l'autor, mentre treballava com a periodista a l'Àfrica entre 1957 i 1990. L'obra consisteix en una col·lecció de 29 contes escrits al llarg del temps, formant una visió de la geografia física i humana del continent negre, a més d'un autoretrat de l'autor. Es relata el procés històric viscut des de l'esperançadora descolonització a mitjans del segle xx fins a les guerres i la fam experimentada en l'última dècada.
Tot sent conscient de la culpa de l'herència colonial europea, no deixa de relatar els molts problemes de les societats africanes i de criticar els conflictes dels seus governs.